# Comuna de Nowa Sól
Nowa Sól (polaco: Gmina Nowa Sól) é uma gminy (comuna) na Polónia, na voivodia da Lubúsquia e no condado de Nowosolski. A sede do condado é a cidade de Nowa Sól.
De acordo com os censos de 2004, a comuna tem 6541 habitantes, com uma densidade 37,1 hab/km².

## Área
Estende-se por uma área de 176,21 km², incluindo:
- área agricola: 36%
- área florestal: 55%

## Demografia
Dados de 30 de Junho 2004:
|                      | Total   | Total | Mulheres | Mulheres | Homens  | Homens |
| -------------------- | ------- | ----- | -------- | -------- | ------- | ------ |
|                      | pessoas | %     | pessoas  | %        | pessoas | %      |
| População            | 6541    | 100   | 3338     | 51       | 3203    | 49     |
| Densidade (pop./km²) | 37,1    | 100   | 18,9     | 18,9     | 18,2    | 18,2   |

De acordo com dados de 2002, o rendimento médio per capita ascendia a 1104,68 zł.

## Comunas vizinhas
- Bojadła, Bytom Odrzański, Kolsko, Kożuchów, Nowa Sól, Nowe Miasteczko, Otyń, Siedlisko, Sława